# Aranthangi
Aranthangi è una suddivisione dell'India, classificata come municipality, di 34.266 abitanti, situata nel distretto di Pudukkottai, nello stato federato del Tamil Nadu. In base al numero di abitanti la città rientra nella classe III (da 20.000 a 49.999 persone).

## Geografia fisica
La città è situata a 10° 11' 08 N e 78° 59' 21 E.

## Società

### Evoluzione demografica
Al censimento del 2001 la popolazione di Aranthangi assommava a 34.266 persone, delle quali 16.889 maschi e 17.377 femmine. I bambini di età inferiore o uguale ai sei anni assommavano a 4.099, dei quali 2.069 maschi e 2.030 femmine. Infine, coloro che erano in grado di saper almeno leggere e scrivere erano 27.249, dei quali 14.250 maschi e 12.999 femmine.